# La patria es primero (Gritos de muerte y libertad)
La patria es primero es el decimoprimer episodio de la serie mexicana Gritos de muerte y libertad.

## Sinopsis
Tras salir de México Marlen y Sara con la orden del virrey Juan Ruiz de Apodaca de acabar con Vicente Guerrero, Agustín de Iturbide asienta su base en algún lugar de las montañas del Sur para llevar a cabo su tarea. Sin embargo, el militar se da cuenta de que enfrenta a un enemigo al cual no logra vencer; por lo que decide llevar a cabo una nueva maniobra, el iniciar un intercambio epistolar a espaldas al Virrey. El contenido de las cartas le hace ver que hay una salida pacífica al conflicto, gestándose ahí el Plan de Iguala.
Pese a las dudas que el último cabecilla activo de la insurgencia tenía sobre Iturbide, ve aquella unión como necesaria para lograr lo que por 11 años habían luchado. Finalmente, Guerrero acepta reunirse con Iturbide en sus cuarteles generales; donde el líder realista le recibe cálidamente con un efusivo abrazo, que Guerrero no contesta mientras solo se limita a decirle al futuro líder del Ejército Trigarante: "Agustín de Iturbide... La Patria lo estará vigilando".

## Personajes
Personaje(s) clave: Vicente Guerrero y Agustín de Iturbide
Otros personajes:
- Ana María Huarte
- Marlen de Guerrero
- Sara de Iturbide